# 野網和三郎
野網 和三郎（のあみ わさぶろう、1908年〈明治41年〉3月11日 - 1969年〈昭和44年〉10月2日）は、日本の水産家。香川県引田町（現在の東かがわ市）出身。愛称は、「ワーサン」。日本で初めてブリ（ハマチ）の養殖（畜養）に成功したことで知られる。

## 経歴
野網和三郎は1908年3月11日に香川県大川郡引田の「まるさ」と呼ばれる網元の三男として生まれる。小学校に入学すると、祖父を亡くし、翌年には叔父をコレラで亡くしている。そのため、叔父の息子を野網家で預かることになり、和三郎は母の実家に二年間ほど預けられた。
その後、親に頼み込み島根県の水産学校に進み、後に三重県の志摩水産学校に転校して卒業した。1927年（昭和2年）、郷里の香川県引田町の安戸池にてハマチの養殖に携わり、同池で海水を用いた養魚の実験をおこなった。当時の養魚はウナギやコイ等の淡水魚に制限されていたが、野網は初めてハマチを養殖したことで一躍名を馳せた。ハマチ以外にも、真珠や牡蠣、サバ、アジ等の多くの魚介類の養殖にも携わった。
太平洋戦争の影響もあり、養殖を一時中断した。1943年には、海軍に召集され、翌年の7月に父が亡くなる。終戦後に、香川県水産資材協会の理事となる。安戸池を再開させるため、アメリカの日本進駐軍の水産関係者や、当時の大臣である広川弘禅や鈴木善幸のもとにも訪れ、補助交付金を頼んでいる。1961年（昭和36年）に日本かん水養魚協会会長に就任し、以後、香川県かん水養魚協会会長や引田漁業会長等を歴任し、日本における養魚の普及に貢献した。香川県水産試験場には没後の2010年3月に「野網和三郎記念室」が開設され、遺品などが展示されている。

## 著書
- 『海を拓く安戸池』[13]

## 賞・顕彰歴
- 高知新聞四国文化賞[2]
- 高知県知事文化賞[2]
- 黄綬褒章[3]
- 勲五等瑞宝章[3]